# 白山神社 (川越市増形)
白山神社（はくさんじんじゃ）は、埼玉県川越市の神社。

## 歴史
創建年代は不明である。ただ1657年（明暦3年）に覚尊によって現在地に移転したという。「成就院」が別当寺であった。
1872年（明治5年）、近代社格制度に基づく「村社」に列せられた。成就院の彰純（覚尊から数えて10代目）は還俗して、当社の神職となった。1907年（明治40年）の神社合祀により周辺の2社が合祀された。

## 交通アクセス
- 路線バス南台一丁目停留所より徒歩24分。